# Neomixis striatigula
Il jery golastriata (Neomixis striatigula Sharpe, 1881) è un uccello della famiglia Cisticolidae, endemico del Madagascar.

## Tassonomia
Sono state descritte 3 sottospecie:
- Neomixis striatigula striatigula Sharpe, 1881
- Neomixis striatigula sclateri Delacour, 1931
- Neomixis striatigula pallidior Salomonsen, 1934